# Закон США про колишніх президентів
Закон США про колишніх президентів (англ. Former Presidents Act, офіційно "FPA; 3 U.S.C. § 102") — федеральний закон Сполучених Штатів Америки, ухвалений в 1958 році, який надає деякі пожиттєві пільги колишнім президентам США, які не були усунуті з посади.

## Історія
До 1958 року уряд США не надавав пенсію чи будь-які інші пільги колишнім президентам США. Ендрю Карнеґі в 1912 році запропонував надавати своїм коштом щорічну пенсію колишнім президентам у розмірі 25 000 доларів (приблизно 662 328 доларів у сьогоднішніх грошах), але конгресмени поставили під сумнів прийнятність такої приватної пенсії. Це змусило законодавців самим надати колишнім президентам деякі пільги.
На момент ухвалення Закону США про колишніх президентів, було двоє живих колишніх президентів: Герберт Гувер та Гаррі Трумен. Першим президентом на якого поширювалась дія закону після його відставки став Дуайт Ейзенхауер. Спочатку цей закон надавав пожиттєву охорону Секретною службою, але в 1994 році тривалість охорони була зменшена до 10 років для президентів, які вступлять на посаду після 1997. На початку 2013 року це обмеження тривалості було скасоване Законом про захист колишніх президентів (Pub.L. 112–257). Всі живі колишні президенти та їх дружини (в майбутньому чоловіки, якщо будуть жінки-президенти або президенти-геї), починаючи з Дуайта Ейзенхауера мають право користуватися пожиттєвою охороною від Секретної служби.

## Поточні пільги
За цим законом, всім колишнім президентам, які не були усунуті з посади, надаються такі пільги:
- Пенсія. Міністерство фінансів США виплачує президентам пенсію, яка, однак підлягає оподаткуванню. Колишні президенти отримують пенсію яка рівна за розміром зарплаті голови виконавчого департаменту (рівень I). В 2018 році це були 220 000 доларів.[4] Пенсія надається одразу після залишення посади Президента США.[5] Дружини колишніх президентів також можуть отримувати пожиттєву щорічну пенсію розміром в 20 000 доларів, якщо відмовляться від будь-яких інших державних пенсій.[1]
- Виплати на перехідний період. Виплати на перехідний період одразу після залишення посади доступні протягом семи місяців. Ці витрати покривають оренду офісу, зарплати працівникам, оплату комунікаційних послуг, друк та пошту, які необхідні під час перехідного періоду.
- Персонал. Особистий персонал і його фінансування надаються Адміністрацією загальних послуг. Персонал наймається особисто колишнім президентом і є відповідальним лише перед ним. Кожен колишній президент затверджує базові оклади для осіб, які працюють на нього, але не більше ніж 150 000 доларів загалом протягом перших 30 місяців та 96 000 доларів опісля.
- Медичне страхування. Колишні президенти мають право отримувати медичну допомогу у військових шпиталях, за оплату, розмір якої встановлений Офісом менеджменту та бюджету. Президенти, які прослужили два терміни, можуть придбати медичне страхування за Програмою забезпечення охорони здоров'я федеральних працівників.
- Охорона. З 1965 до 1996 року колишнім президентам забезпечувалась охорона Секретною службою: для них самих, їх дружин та дітей до 16-ти років. В 1994 році тривалість охорони була зменшена до 10 років для президентів, яку вступлять на посаду починаючи з 1997 року.[6] За цим положенням Білл Клінтон все ще мав пожиттєву охорону, а всі наступні президенти мали би лише охорону тривалість в 10 років. Але 10 січня 2013 року Президент Барак Обама підписав Закон про захист колишніх президентів, який відновив пожиттєву охорону Секретною службою для його попередника Джорджа Буша молодшого (наступника Білла Клінтона), для себе та для всіх наступних президентів. Річард Ніксон відмовився від охорони в 1985 році, і поки що він є єдиним з колишніх президентів хто це зробив.[7]